# John Longland (priest)
John Longland foi um padre inglês do século XVI.
Longland foi educado no Brasenose College, Oxford. Ele foi arquidiácono de Buckingham de 1559 até à sua morte em 1589.